# Canon Court de 105 mm modèle 1934 Schneider
Canon Court de 105 mm modèle 1934 Schneider (105 mm C mle. 1934 S) — французская гаубица времён Второй мировой войны.

## История создания
В 1930-х годах французское командование осознало, что полевая артиллерия Французской армии заметно устарела. Мощности 75-мм пушки обр. 1897 г., основного французского орудия того времени, было недостаточно для борьбы с хорошо укреплёнными позициями (ДОТами, ДЗОТами и т. д.). Требовалось создать достаточно лёгкое, мощное и подвижное орудие.
В 1934 году компанией «Schneider et Cie» была спроектирована 105-мм гаубица, более или менее соответствующая требованиям Французской армии. На следующий год она была запущена в производство. Всего было выпущено 144 орудия. Причиной такого небольшого количества произведённых гаубиц была их довольно архаичная конструкция. Уже в 1936 году в серию пошла более совершенная в технологическом плане Canon Court de 105 mm mle. 1935 производства арсенала в Бурже. После этого выпуск 105 mm C mle. 1934 S ушёл на второй план.

## Боевое применение
105 mm C mle. 1934 S применялась Французской армией на начальном этапе Второй мировой войны. После поражения Франции захваченные Вермахтом гаубицы использовались в учебных целях и в береговой обороне под обозначением 10,5 cm leFH 324(f). В 1937 году 70 орудий были приобретены Литвой и приняты на вооружение как 105-mm 1934 m. haubica.